# والده آقا مصطفی
والده آقا مصطفی فیلمی به کارگردانی  و نویسندگی ناصر محمدی محصول سال ۱۳۵۵ است.

## خلاصه داستان
مصطفي كه فاطمه را به عنوان همسر آينده خود انتخاب كرده با مخالفت غلام و دار و دسته اش مواجه مي شود. غريبه اي به نام سيدمرتضي به كمك مصطفي مي آيد و با غلام و نوچه هايش درمي افتد . يكي از نوچه هاي غلام خود را با چاقو زخمي و مصطفي را به عنوان ضارب معرفي مي كند. مصطفي به حبس مي افتد. سيدمرتضي در ملاقات با والده ي مصطفي درمي يابد كه او همسر گمشده اش است. آن دو پس از رفع سوء تفاهم باعث آزادي مصطفي مي شوند. مصطفي از پدر گمشده اش بيزار است، و مادر از بازگويي حقايق به او خودداري مي كند. غلام و افرادش او را نسبت به سيدمرتضي بدگمان مي كنند، و آن دو را رو در روي هم قرار مي دهند. سرانجام مادر ماجرا را براي پسرش بازگو مي كند و پس از صلح و صفا مراسم ازدواج مصطفي و فاطمه برگزار مي شود.

### بازیگران
- بهمن مفید
- فخری خوروش
- بهروز شاهین فر
- افروز
- احمد معینی
- محمدتقی کهنمویی
- یدالله محمدی‌نژاد
- علی گرامی
- الهیاری
- فریده
- لیدا
- عزت اله رمضانی فر